# Capítulo 27 - O Assassinato de John Lennon
Capítulo 27 - O Assassinato de John Lennon (por), Capítulo 27 (bra), (em inglês:  Chapter 27) é um filme canadense independente de 2007 do gênero drama, escrito e dirigido por J. P. Schaefer. Conta os três dias que Mark Chapman esperou por John Lennon, até assassiná-lo com tiros de revólver em frente ao The Dakota, em Nova Iorque, residência do cantor. O filme foi lançado em janeiro de 2007 no Festival de Sundance e em fevereiro, no Festival de Berlim. Jared Leto engordou bastante para fazer o papel de Mark Chapman. Já Lindsay Lohan concordou em participar dada a sua amizade com Sean Lennon, embora este não tenha gostado da ideia.

## Elenco
| Ator                 | Personagem      |
| -------------------- | --------------- |
| Jared Leto           | Mark Chapman    |
| Lindsay Lohan        | Jude            |
| Judah Friedlander    | Paul            |
| Matthew Humphreys    | Frederic Seaman |
| Mark Lindsay Chapman | John Lennon     |

## Sinopse
O filme começa com Mark Chapman chegando de táxi a um hotel de baixa categoria em Nova Iorque, em dezembro de 1980. Logo a seguir ele vai para a frente do Edifício Dakota, a residência de John Lennon. No primeiro dia ele conversa com duas fãs que assim como ele estão esperando pelo cantor. Ele lhes diz que é também um admirador dos Beatles e que veio do Havaí. Uma das moças, Jude, parece simpatizar com Chapman e lhe dá a ideia de comprar o disco novo de Lennon, para que o cantor possa autografá-lo. Chapman compra o disco, mas na volta não consegue encontrar-se com o artista. Ele volta ao hotel, mas não suporta o barulho dos outros hóspedes. Assim, se muda para um mais caro.
No outro dia ele reencontra com Jude e sua amiga. Jude o convida para um cinema. Chapman retruca dizendo que não gosta dos filmes por serem todos falsos. No terceiro dia Jude apresenta Paul, seu amigo fotógrafo. Chapman acaba por discutir com Paul e assusta Jude, que vai embora.  Então ele fica à espera até a noite, quando finalmente avista John Lennon.